# つるぴん!〜喫茶店の会話
『つるぴん!〜喫茶店の会話』（つるぴん きっさてんのかいわ）は、2000年7月4日から2001年3月27日までテレビ大阪で放送されていたトーク番組である。放送時間は毎週火曜 23:55 - 24:35 (JST) 、テレビ東京系全国ネットの深夜番組放送枠『Gパラダイス』火曜のローカル差し替え番組として放送。

## 概要
トークと進行を落語家の笑福亭鶴瓶に一任していた深夜番組。タイトルにもあるように、全編喫茶店でのロケで行われていた。番組内容は、背中しか映されない中村行延（背中しか映されないため、「背中男」と呼ばれていた）が茶を飲みながら、鶴瓶の話に相づちやツッコミを入れていくというものだった。

## 企画
つるぴん!お客さんのコーナー
中期から番組最終回直前まで放送された番組唯一のコーナー（初期にはコーナーが一切無かった）。内容は、視聴者がはがきを投稿し、電話越しながらも、鶴瓶と背中男こと中村とのトークに参加できるというもの。
スペシャル
1度だけ特別番組が組まれたことがある。その回では、背中男の代わりに歌舞伎役者の中村勘九郎（現・18代目中村勘三郎）、鶴瓶と同じく松竹芸能所属のオセロの松嶋尚美、落語家の桂南光が出演した。しかし、3人ともあえて名前は伏せられた上（ヒントは出されていた）、背中しか映されなかった。
総集編
2000年12月頃に、5日間連続で総集編が放送された。